# Glosar de fizica particulelor elementare
Acest glosar conține termeni din fizica particulelor elementare, radioactivitate, mecanică cuantică.
Pentru termeni din mecanică, termodinamică, electromagnetism sau optică, accesați celelalte glosare din categoria Categorie:Glosare de fizică.

## A
- absorbant - (substanță) care reține o parte din particulele sau din energia unei radiații.
- absorbanță - vezi factor de absorbție.
- absorbție:

- proces de pătrundere a particulelor (molecule, atomi sau ioni) unei substanțe (absorbit) într-o altă substanță (absorbant);
- micșorare a energiei cinetice sau a numărului particulelor unui fascicul la trecerea printr-o substanță.
- accelerator de particule - aparat folosit pentru a mări viteza particulelor elementare în scopul studierii acestora, a structurii nucleului atomic și pentru realizarea unor reacții nucleare.
- actinifer - care produce emanații radioactive.
- actinogeneză - producere a radiațiilor.
- actinograf - actinometru înregistrator.
- actinologie -

- studiul energiei radiante;
- studiul efectelor chimice și biologice produse de radiațiile luminoase, ultraviolete și infraroșii.
- activitate radioactivă -  numărul de nuclee care se dezintegrează în unitatea de timp.
- agent de răcire - lichid sau gaz utilizat pentru transferul de căldură din miezul unui reactor nuclear către generatoare de abur sau direct către turbine.
- alfatron - vacuummetru care se bazează pe efectul ionizant al radiației alfa și care poate măsura presiunea atmosferică.
- ångström - unitate de măsură care se folosește în fizica atomică, optică, spectrografie, cristalografie, egală cu a zecea milioana parte dintr-un milimetru.
- anihilare - proces prin care o particulă și o antiparticulă interacționează, transformându-se într-o particulă de altă natură.
- anomalie chirală - fenomen care apare atunci când o simetrie⁠(d) clasică nu se păstrează în teoria cuantică.
- antiatom - atom constituit dintr-un antinucleu, în jurul căruia se află pozitroni (în loc de electroni).
- anticatod - placă metalică în interiorul unui tub vidat care, bombardată de electronii emiși de catod, devine producător de raze X.
- antielectron - vezi pozitron.
- antimaterie (sau antisubstanță) - substanță ipotetică alcătuită din antiparticule, care prin aspect și prin însușiri fizice nu diferă de substanța corpurilor din lumea înconjurătoare, dar, în situația în care ar intra în contact cu materia propriu-zisă, ambele s-ar anihila spontan, degajând o mare cantitate de energie.
- antimezon - antiparticulă a mezonului.
- antineutrin(o) - antiparticulă a neutrinului.
- antinucleu - nucleu atomic ipotetic alcătuit din antiprotoni și antineutroni.
- antiparticulă - particulă elementară având aceeași masă, aceeași viață medie și același spin cu particula fundamentală la care este asociată și de care diferă prin semnul sarcinii electrice și prin anumite particularități fizice.
- antiproton - particulă elementară, identică cu protonul, însă cu sarcina electrică negativă, instabilă, care nu se păstrează decît în vid absolut, nu se dezintegrează în mod spontan și care, în contact cu un proton, formează un mezon, eliberându-se o cantitate mare de energie.
- antiunivers - Univers ipotetic alcătuit din antimaterie.
- apă cu conținut redus de deuteriu - apă care conține mai puțin deuteriu decât apa din natură (vezi și apă grea).
- apă grea - apă care conține în proporție mult mai mare decât cea normală izotopul deuteriu al hidrogenului sub forma D2O (²H2O), sau HDO (¹H²HO) (vezi și: apă cu conținut redus de deuteriu, apă supergrea).
- apă supergrea -apă care, în locul hidrogenului, are tritiu în compoziția moleculară (vezi și apă grea).
- apă ușoară - apă normală (H2O), ca distincție față de apa grea (D2O).
- apertură - valoarea maximă a unei mărimi liniare (unghiulare) ce caracterizează extensia transversală a unei treceri pentru particule sau unde.
- arie de difuzie - a șasea parte din media geometrică a pătratelor distanțelor care separă punctul în care un neutron intră într-o categorie specificată și punctul în care iese din acesta.
- arie de încetinire - a șasea parte din media pătratelor distanțelor care separă sursa unui neutron de punctul în care aceasta atinge o anumită valoare a energiei.
- arie de migrație - suma dintre aria de încetinire a energiei de fisiune în energie termică și aria de difuzie pentru neutroni.
- aromă - atribut specific particulelor elementare, care determină multe dintre proprietățile acestora și modul în care interacționează între ele.
- atom - unitatea de bază a materiei obișnuite, formată dintr-un nucleu foarte mic (care conține protoni și neutroni), înconjurat de electroni care se deplasează pe orbite în jurul acestuia.
- atomistică:

- teorie care are la bază compoziția atomică a corpurilor;
- știința despre atom; fizică nucleară.
- atomism - teorie științifică modernă a structurii și a proprietăților atomilor.

## B
- bandă energetică - regiune continuă de niveluri de energie permise pentru electronii într-un material cristalin; explică modul de comportare al electronilor într-un solid și proprietățile materialelor, inclusiv conductivitatea electrică și proprietățile optice; vezi teoria benzilor.
- barieră de potențial - spațiu în care energia potențială prezintă un maxim, fiind greu de traversat de particulele cu energie mică.
- barion - nume generic dat particulelor elementare grele.
- barn - unitate de suprafață, de 10−24 cm2, utilizată în fizica nucleară pentru a exprima valoarea secțiunii eficace a moleculei.
- becquerel - unitate de măsură a radioactivității care înlocuiește, în Sistemul internațional, vechea unitate curie și egală cu numărul de nuclee care se dezintegrează într-o secundă.
- betatron - accelerator ciclic, care imprimă electronilor un nivel înalt de energie; este utilizat în fizica nucleară pentru accelerarea electronilor până la energii de sute de megaelectronvolți.
- bevatron - accelerator de particule, utilizat în fizica nucleară, capabil să imprime electronilor o energie de ordinul unui miliard de electronvolți; altă denumire: cosmotron.
- biodozimetru - aparat pentru stabilirea cantității de raze ultraviolete necesare spre a produce un eritem minim.
- biofoton - radiație luminoasă emisă de unele substanțe din organismele vii.
- B – L - număr cuantic care reprezintă diferența dintre numărul barionic (B) și numărul leptonic (L) al unui sistem cuantic.
- bolometrie - măsurare a intensității radiațiilor.
- bolometru (sau bolograf) - aparat utilizat pentru determinarea intensității radiației electromagnetice.
- bombardament - proiectarea unui fascicul de particule elementare (neutroni, protoni etc.) asupra unui nucleu atomic, pentru a provoca reacții nucleare; exemplu: bombardament nuclear.
- boson - denumire generică dată particulelor nucleare al căror spin se măsoară cu numere întregi.
- boson gauge - particulă elementară bosonică ce acționează ca purtător de forță pentru fermionii elementari.

## C
- c - simbol pentru viteza luminii.
- cadențmetru - instrument pentru măsurarea radioactivității, prin indicarea numărului mediu de impulsuri primite în unitatea de timp.
- calutron - separator electromagnetic de izotopi.
- cameră de scintilație - dispozitiv cu ajutorul căruia este vizualizată scintilația particulelor, a anumitor substanțe.
- cantitometru - aparat de dozare cantitativă a energiei radiante.
- captură - captare a unei particule exterioare de către nucleul atomic, fără emisia altei particule.
- carcinotron - tub electronic cu vid înaintat, generator de microunde, folosit în domeniul frecvențelor foarte înalte.
- câmp gluonic - câmp cvadrivectorial care caracterizează propagarea gluonilor în interacțiunea tare dintre quarcuri.
- ciclofazotron - aparat care servește atît ca ciclotron, cât și ca fazotron.
- ciclotron - accelerator de particule utilizat în fizica nucleară pentru a obține transmutări și dezintegrări ale particulelor grele ale atomilor.
- confinarea culorii - fenomen care se referă la imposibilitatea de a izola quarkuri libere.
- cosmotron - vezi bevatron.
- cuantă - cea mai mică valoare discretă pe care o poate lua o anumită mărime fizică, toate celelalte valori ale sale fiind multipli întregi ai acesteia.
- cuantă de energie - cantitate determinată și finită de energie care poate fi emisă sau absorbită de un sistem atomic sau nuclear.
- cuantă de lumină - vezi foton.
- cuantificare - trecerea de la o descriere clasică la una cuantică, în care mărimile fizice sunt descrise prin operatori și valorile lor sunt discretizate; permite explicarea unor fenomene inexplicabile prin fizica clasică: stabilitatea atomilor, spectrele discrete de energie ale electronilor în atomi, efectul fotoelectric etc.

## D
- deconfinare - procesul prin care quarkurile și gluonii, care sunt în mod normal închiși (confinați) în hadroni (precum protonii și neutronii), devin liberi într-un anumit mediu sau condiții extreme.
- dematerializare - anihilare a particulelor materiale și apariție corelativă de energie.
- dipol electric - pereche de particule cu sarcini electrice egale și de semne contrare; altă denumire: dublet electric.
- doză de iradiere - doza primită de o persoană, de un grup sau de întreaga populație a unei regiuni, ca urmare a unor radiații ionizante de origine naturală sau artificială.
- dozimetru - aparat pentru măsurarea dozelor de radiații.
- dualismul corpuscul-undă - concept în mecanica cuantică în care nu se face distincție între unde și particule; particulele se comportă uneori ca unde și undele ca particule.
- dublet electric - vezi dipol electric.

## E
- ecran luminescent - perete de sticlă, plan sau ușor curbat, acoperit cu un strat care devine luminescent în punctele de incidență cu fasciculele de radiații electromagnetice, folosit în tuburile catodice, în instalații de raze X etc.
- efect tunel - trecerea unei particule printr-o barieră de potențial cu valoare mai mare decât energia particulei.
- electrodinamică cuantică - ramură a fizicii cuantice care studiază procesele elementare discontinue din câmpul electromagnetic și interacțiunea acestuia cu substanțe și corpuri.
- electron - particulă cu sarcină electrică negativă care se deplasează pe orbită în jurul nucleului unui atom.
- electronvolt - unitate de măsură a energiei, egală cu energia dobândită de un electron accelerat cu o diferență de potențial de un volt.
- energia marii unificări - energia peste care, se crede, forța electromagnetică, interacția slabă și interacția tare nu pot fi diferențiate una de alta.
- energie atomică - vezi energie nucleară.
- energie de rețea - cantitatea de energie necesară pentru a separa particulele elementare dintr-un sistem sub influența interacțiunilor fundamentale care acționează între particulele subatomice cum ar fi quark-urile sau gluonii.
- energie de unificare electroslabă - energia (în jur de 100 GeV) peste care diferența dintre forța electromagnetică și interacția slabă dispare.
- energie nucleară - energie care determină legătura dintre protonii și neutronii unui nucleu atomic și care poate fi obținută prin dezintegrarea atomului în urma unor reacții nucleare; sinonim: energie atomică.
- eră atomică - epocă a utilizării pașnice a energiei atomice.
- experimentul Wu - experiment realizat de fiziciana Wu Jianxiong⁠(d), care a demonstrat pentru prima dată violarea conservării parității⁠(d) în interacțiunile nucleare slabe.
- explozie nucleară -  degajare bruscă a unei cantități mari de energie, determinată de o reacție în lanț.

## F
- factor de absorbție (absorbanță) - raportul dintre radiația absorbită de o suprafață și radiația totală incidentă pe această suprafață.
- familie radioactivă -  ansamblu format dintr-un element radioactiv inițial și din toate elementele rezultate din acesta prin dezintegrări succesive.
- fantă - deschidere dreptunghiulară îngustă, care permite trecerea unui fascicul de radiație; fereastră.
- fascicul - ansamblu de particule aflate în mișcare ordonată; exemplu: fascicul ionic.
- fizică atomică - parte a fizicii care studiază proprietățile fizice ale atomilor.
- fizică nucleară - ramură a fizicii care studiază proprietățile nucleului atomic și al fenomenelor în care nucleul are rolul principal.
- formula lui Weizsäcker (sau formula Bethe-Weizsäcker) - formulă semiempirică pentru calculul valorii aproximative a energiei de legătură nucleară⁠(d) caracteristică legăturii dintre nucleonii ce formează nucleul atomilor.
- fotoionizare - procesul prin care se formează un ion în urma interacțiunii unui foton cu un atom sau o moleculă.
- fuziune nucleară - procesul în care două nuclee se ciocnesc și se unesc formând un singur nucleu mai greu.

## G
- generație - diviziune a particulelor elementare, între generații particulele diferind doar prin masă.
- glueball - particulă compozită ipotetică, formată exclusiv din gluoni, fără quarkuri de valență.
- greutate atomică - vezi masă atomică.

## H
- H-alfa - linie de emisie a atomului de hidrogen situată în spectrul vizibil la 656,3 nanometri.

## I
- incandescență - stare a unui corp care, datorită temperaturii ridicate, emite lumină (și radiații infraroșii); vezi și termoluminescență.
- interacțiune slabă - a doua forță, în ordine crescătoare a intensității, dintre cele patru forțe fundamentale și care afectează toate particulele de materie, dar nu afectează particulele purtătoare de forță.
- interacțiune tare - cea mai puternică dintre cele patru forțe fundamentale, care menține quarcii împreună în protoni și neutroni și menține protonii și neutronii împreună formând atomii.
- izomerie - proprietate a nucleelor atomice ale aceluiași element chimic de a avea stări de energie și, deci, proprietăți radioactive diferite.
- izotonie - proprietate a unor nuclee atomice de a avea același număr de neutroni.
- izotop - (atom sau nucleu atomic) care are același număr atomic cu un alt atom (sau nucleu atomic), deci aceleași proprietăți chimice, însă diferă de acesta prin numărul de masă, adică prin numărul de neutroni, precum și prin alte însușiri fizice.
- izotop radioactiv - fiecare dintre izotopii unui element chimic care prezintă radioactivitate (sinonim: radioizotop).

## L
- lampă catodică - tub electronic emițător de electroni.
- logică cuantică - logică trivalentă propusă în 1944 de Hans Reichenbach pentru a rezolva anumite probleme specifice mecanicii cuantice: conține trei valori: adevărat, fals și indeterminat, în sensul principiului de indeterminare al lui Heisenberg.
- luxon - particulă elementară ipotetică, a cărei viteză ar fi egală cu viteza luminii.

## M
- Madelung, constanta ~ - constantă fizică necesară determinării potențialului electric al unui ion într-un cristal; în cazul clorurii de sodiu are valoarea: {\displaystyle M=1.747564...}
- marea teorie unificată - o teorie care unifică forța electromagnetică, interacțiunea slabă și interacțiunea tare.
- masă atomică - masa unui atom dintr-un anumit element chimic, unitatea de măsură fiind 1⁄12 din masa unui singur atom al izotopului de carbon-12; altă denumire: greutate atomică.
- masă critică - cea mai mică masă de material fisil care mai poate să auto-susțină o reacție de fisiune în lanț, în condiții specificate.
- masă efectivă - (a unui electron, notată {\displaystyle m^{*}}) tensor de ordinul al doilea dat de relația {\displaystyle {\frac {1}{m^{*}}}={\frac {1}{h^{2}}}grad_{k}grad_{k}W(k)}, unde {\displaystyle h} este constanta Planck, iar {\displaystyle W_{k}} este energia electronului în funcție de numărul de undă {\displaystyle k}.
- materie exotică - materie care nu este compusă din barioni, particulele subatomice din care este compusă materia obișnuită, având proprietăți speciale.
- mecanică cuantică - teorie dezvoltată pe baza principiului cuantic al lui Max Planck și principiului de incertitudine al lui Werner Heisenberg.
- miez (al unui reactor nuclear) - zona centrală a unui reactor nuclear, care conține elementele combustibile și moderatorul.
- model atomic - reprezentare simplificată, schematică a structurii atomului, pentru a explica proprietățile acestuia.
- model planetar - model atomic inspirat de Sistemul solar; exemple: modelul lui Bohr, modelul lui Rutherford.
- moderator (de neutroni) - substanță (cum apa grea sau grafitul) utilizată într-un reactor nuclear în vederea încetinirii neutronilor rapizi prin ciocnirea lor cu nuclee mai ușoare.
- motor cu plasmă - motor cu reacție în care agentul motor este constituit dintr-un gaz ionizat aflat în stare de plasmă.
- motor fotonic - motor cu reacție la care agentul motor îl constituie fotonii.
- motor ionic - motor cu reacție în care agentul motor este constituit din particule încărcate cu aceeași sarcină electrică (ioni pozitivi) accelerate prin mari diferențe de potențial.
- motor nuclear - motor acționat cu ajutorul energiei nucleare obținute prin fisiune.

## N
- nepolar - (despre molecule sau grupări de atomi) care este lipsit de curent electric permanent.
- neutrin - particulă elementară de materie, extrem de ușoară (posibil fără masă), care este afectată numai de interacția slabă sau de gravitație.
- neutron - o particulă neîncărcată, asemănătoare protonului, care reprezintă aproape jumătate din particulele celor mai mulți atomi.

- neutroni întârziați - neutroni emiși, timp de cel mult câteva secunde dupa reacția de fisiune, de produșii de fisiune, fiind importanți în procesul de control al reacțiilor de fisiune dintr-un reactor nuclear.
- neutroni rapizi - neutroni emiși în timpul unei fisiuni nucleare, deplasându-se cu o viteze foarte mare (~20.000 km/s) și având energii de aproximativ 2 MeV.

- nivel de energie -  valoare discretă și bine definită de energie pe care o poate avea o moleculă, un atom, un electron sau un nucleu atomic; vezi și teoria benzilor.
- nucleu - partea centrală a unui atom, care constă numai din protoni și neutroni, menținuți împreună de interacțiunea tare.
- nuclid - reprezentant al unei specii de atomi având nuclee identice, adică având același număr atomic și același număr de masă.
- număr atomic - numărul de protoni ai unui atom, egal cu numărul de ordine din sistemul periodic al elementului respectiv.
- număr barionic -  diferența dintre numărul de barioni și numărul de antibarioni într-un sistem: {\displaystyle B={\frac {1}{3}}(n_{q}-n_{\rm {\overline {q}}}).}
- număr cuantic - număr ce caracterizează nivelul energetic al unei particule sau al unui sistem de particule.

## O
- oglindă atomică - dispozitiv care, prin intermediul unui câmp electric, magnetic sau electromagnetic, reflectă fascicule de atomi într-un mod similar cu cel în care o oglindă optică reflectă un fascicul de lumină⁠(d).

## P
- particulă (elementară) - (în mecanica cuantică) unitate fundamentală de materie, care nu poate fi detectată direct, dar a cărei existență are efecte măsurabile.

- particulă de schimb sau intermediară sau mesageră - vezi purtătoare de forță.
- particulă într-o cutie - model teoretic simplificat folosit pentru a descrie comportamentul unei particule care este constrânsă într-un spațiu limitat.

- perioadă de înjumătățire - interval de timp în care se descompune jumătate dintr-o cantitate de element radioactiv.
- polarizabilitate - capacitatea unui sistem atomic sau molecular de a dezvolta un moment dipolar sub influența unui câmp electric extern.
- pozitron - antiparticulă (încărcată pozitiv) a electronului.
- principiul de excluziune - două particule de spin 1, 2 nu pot avea (în limitele stabilite de principiul incertitudinii) acceași poziție și aceeași viteză.
- principiul incertitudinii - nu se poate cunoaște niciodată exact atât poziția cât și viteza unei particule; cu cât se cunoaște una din ele mai precis, cu atât mai puțin precis se cunoaște cealaltă; vezi și retrocauzalitate.
- producerea de perechi - procesul prin care o particulă și antiparticula sa corespunzătoare sunt create simultan din energie pură; este o manifestare directă a principiului echivalenței masă-energie.
- produs de activare - izotop radioactiv al unui element care a fost creat prin bombardare cu neutroni (de exemplu, în oțelul din miezul unui reactor nuclear).
- proton - denumirea particulelor încărcate pozitiv care formează aproximativ jumătate din particulele din nucleul celor mai mulți atomi.
- punct cuantic - structură semiconductoare, de dimensiuni nanometrice, în care electronii sunt conținuți într-un spațiu atât de restrâns încât proprietățile lor încep să se comporte în moduri caracteristice mecanicii cuantice.
- purtătoare de forță - particulă care mediază interacțiunile fundamentale între alte particule; exemple: foton (pentru interacțiunea electroslabă, gluon (pentru interacțiunea tare, boson W și Z⁠(d) (pentru forța nucleară slabă, graviton (pentru forța gravitațională); alte denumiri: particulă mesageră, particulă intermediară, particulă de schimb.

## Q
- quarc - particulă elementară (încărcată) care este sensibilă la interacțiunea tare; protonii și neutronii sunt fiecare formați din trei quarci.

## R
- radiație - emisie de unde (sonore, electromagnetice etc.) sau de particule (radiație alfa, radiație beta etc.), care realizează un transport de masă și de energie, exercită o forță asupra corpurilor pe care cade și poate produce numeroase efecte de natură fizică, chimică sau biologică.

- radiație a corpului negru - radiația termică a corpului absolut negru; este o radiație de echilibru care nu depinde de natura materiei radiante și este caracterizată numai de temperatura sa.
- radiație alfa - radiație formată din nuclee de heliu-4 cu masa de 4,00273 u. și energia de legătură egală cu 28,11 MeV.
- radiație beta - radiație formata din electroni și pozitroni emiși în timpul dezintegrării beta.
- radiație canal - radiație corpusculară compusă din ionii pozitivi care au fost accelerați în câmpul electric intens al unei descărcări electrice și se propagă în spatele catodului perforat al unui tub de descărcare.
- radiație catodică - flux de electroni, într-o incintă vidată, emiși de catodul unui tub de descărcare și care provoacă fluorescența sticlei.
- radiație corpusculară - radiație formată din particule care au masă de repaus nenulă: electroni, protoni, neutroni etc. și care posedă o anumită energie cinetică.
- radiație cosmică de fond - formă de radiație electromagnetică care se găsește în tot Universul și are temperatura de 2,725 K și frecvența de 160,4 GHz, fiind încadrată în domeniul microundelor (vezi și radiație de fond).
- radiație de fond - radiație ionizantă de mică intensitate, prezentă la nivelul solului și în atmosferă, ca urmare a radiațiilor cosmice și a radioactivității naturale a rocilor și a solului (vezi și radiație cosmică de fond).
- radiație de sincrotron - radiație care apare la mișcarea electronilor (particulelor cu sarcină electrică) în câmp magnetic pe orbite circulare.
- radiație gama -  radiație emisă de corpurile radioactive, cu mare putere de penetrare; este formată din fotoni, astfel manifestându-se proprietățile corpusculare ale luminii.
- radiație indusă - proces de emitere, sub acțiunea unei radiații exterioare, de unde electromagnetice de către atomii excitați și alte sisteme cuantice și care au aceeași frecvență, fază, polarizare și direcție cu radiația inductoare (sinonim: radiație stimulată).
- radiație ionizantă - fluxuri de particule și de cuante electromagnetice care, interacționând cu mediul, conduce la ionizarea atomilor și noleculelor acestuia, putând avea efecte nocive asupra organismelor, exemple: razele Roentgen, razele gamma, alfa, fluxurile de electroni, pozitroni, protoni, neutroni.
- radiație neionizantă - radiație electromagnetică care nu transportă suficientă energie per cuantă pentru a ioniza particule elementare.
- radiație optică - unde electromagnetice cu lungimea de undă cuprinsă între 1 nm și 1 mm, cuprinde lumina percepută de ochiul uman, razele ultraviolete și radiațiile infraroșii.
- radiație solară - radiația electromagnetică și cea corpusculară emisă de Soare.
- radiație terestră - radiație termică (infraroșie) emisă în atmosferă de suprafața terestră.
- radiație termică - radiație electromagnetică emisă de o substanță aflată la o anumită temperatură pe seama energiei interne.

- radioactivitate - dezintegrarea spontană a unui tip de nucleu atomic în altul.
- radioizotop - vezi izotop radioactiv.
- radiospectroscopie - domeniu al fizicii în care se studiază tranzițiile intre nivelele energetice ale unui sistem cuantic, induse de undele radio; are ca subdomenii: rezonanța magnetică nucleară, rezonanța electronică de spin, rezonanța paramagnetică electronică, rezonanța ciclotronică.
- radiu - element radioactiv care se găsește în minereurile de uraniu, folosit în medicină și în fizica nucleară.
- rază atomică - pentru un anumit, element chimic, distanța dintre nucleul atomic și marginea atomului (ultimul strat electronic).
- rază ionică - măsură a mărimii unui ion al unui atom, fiind raza acestuia în cadrul unei structuri cristaline.
- rază van der Waals - raza unei sfere teoretice, care poate fi utilizată poate a modela atomul.
- reactivitate - mărime ce caracterizează funcționarea unui reactor nuclear; are valoare nulă pentru regimul critic de funcționare, este pozitivă pentru regimul de intensificare a reacției de fisiune și negativă pentru regimul de încetinire a reacției.
- reactor nuclear (sau reactor atomic) - instalație complexă în care se realizează fisiunea nucleelor elementelor grele, printr-o reacție în lanț controlată, cu scopul de a permite utilizarea energiei degajate.
- reacție în lanț - reacție nucleară care stimulează propria sa repetiție (automenținere); în cazul particular al unei reacții de fisiune nucleară în lanț, neutronii provenind de la o fisiune nucleară cauzează noi reacții de fisiune.
- reacție nucleară - fenomen de interacțiune între două sau mai multe nuclee atomice (ori constituenți ai acestora), în urma căruia se modifica natura, structura, numărul etc. particulelor participante și se dezvoltă o mare cantitate de energie.
- retrocauzalitate - interpretare a fenomenelor cuantice care sugerează că măsurătorile efectuate asupra unei particule cuantice în prezent ar putea influența starea sa cuantică anterioară; vezi și principiul incertitudinii.

## S
- sarcină de culoare - proprietate cuantică a quarkurilor, legată de interacțiunile tari ale particulelor în teoria cromodinamicii cuantice; spre deosebire de sarcina electrică clasică, ce poate fi pozitivă, negativă sau neutră, sarcina de culoare are trei valori distincte, denumite roșu, verde și albastru.
- scintilație:

- emisiune de particule în procesul de dezintegrare a unui element radioactiv;
- iluminare de foarte scurtă durată, punctuală, a unui ecran fluorescent pe care cade o particulă cu mare viteză.
- secțiune eficace - în cazul interacțiunii a două particule, aria transversală la mișcarea relativă a acestora, în care trebuie să se întâlnească pentru a se împrăștia una față de cealaltă.

- secțiune eficace nucleară - este zona în care poate apărea o reacție nucleară.

- sincrotron - accelerator de electroni  în care aceștia sunt accelerati întâi de un câmp magnetic variabil în timp, iar apoi de un câmp electric alternativ.
- singlet - starea în care într-o moleculă, toți electronii de valență sunt pereche.
- spectrometru:

- instrument pentru studiul spectrelor prin măsurarea intensității fiecărei radiații monocromatice din spectru;
- instalație complexă folosită în fizica nucleară pentru studierea spectrului de viteze sau de energii ale particulelor.
- spectroscopie

- parte a fizicii nucleare care studiază spectrele energetice ale radiațiilor;
- ramură a fizicii care studiază spectrele de emisiune sau absorbție ale diferitelor substanțe.
- spin - o proprietate intrinsecă a particulelor elementare care se referă la rotația acestora în jurul unei axe.
- spumă cuantică - concept în mecanica cuantică ce permite descriere calitativă a turbulențelor subatomice de spațiu-timp la distanțe extrem de mici (de ordinul lungimii Planck).
- starea Efimov - fenomen care apare în sisteme cu trei particule elementare identice, cum ar fi trei bosoni sau trei fermioni; se formează o serie de stări caracterizate prin energii care devin mai mici într-un mod specific atunci când interacțiile dintre particule sunt foarte slabe.

## T
- tahion - particulă elementară ipotetică, despre care se presupune ca ar depăși viteza luminii.
- tardion - particulă elementară ipotetică, a cărei viteză este mai mică decât viteza luminii.
- temperatura Hagedorn - limită teoretică a temperaturii la care particulele hadronice nu mai pot exista în forma lor obișnuită și încep să se dezintegreze în particule fundamentale, cum ar fi quarkuri și gluoni.
- teoria benzilor - teorie se bazează pe principiul că, într-un solid cristalin, electronii nu sunt localizați în mod specific în jurul unui singur atom, ci prezintă comportament colectiv, manifestat în forma unor benzi energetice.
- teoria câmpului unificat - tip de teorie a câmpului care descrie unitar toate fenomene fizice cunoscute pe baza unui singur câmp primar.
- teorie atomică - teorie conform căreia materia nu este divizibilă la infinit, ci este formată din atomi, considerați, în trecut, compacți și indestructibili, iar astăzi particule care pot fi separate.
- teorie cuantică - teorie conform căreia transferurile energetice în atomi și molecule au loc numai în cantități discrete, multiplu al unei cuante.
- termen spectral - mărime proporțională cu energia oricăreia dintre stările în care se poate afla un atom.
- termoluminescență - emisie de radiații luminoase datorită încălzirii moderate a unui corp la o temperatură inferioară celei de incandescență.
- transmutare (sau transmutație) - transformare a unui element chimic în altul prin dezintegrare radioactivă naturală sau prin reacții nucleare.
- trasor - izotop radioactiv al unui element stabil, pe care îl însoțește peste tot, permițând recunoașterea și urmărirea acestuia într-un sistem.
- tritiu -izotop radioactiv greu al hidrogenului, cu număr de masă 3, instabil, folosit in fizica nucleară.

## V
- vârtej central - concept teoretic care descrie o configurație specifică a câmpului în spațiu-timp, asociată cu particule elementare sau cu interacțiunile dintre acestea; pot apărea în teoriile de câmp cuantice, cum ar fi Teoria gauge, unde configurațiile ne-triviale ale câmpurilor pot da naștere unor structuri similare vârtejurilor.
- viteza luminii - constantă fizică universală având valoarea {\displaystyle c=299.792.458{\frac {m}{s}}}, fiind și viteza maximă cu care se poate deplasa o particulă elementară, chiar și în acceleratoarele de particule.
- viteză de reacție - viteza de variație a numărului de molecule din unitatea de volum.